# راگا (موسیقی)
راگا یا راگ (به هندی: राग) در شمال هند یا راگام (به انگلیسی:Ragam) در موسیقی جنوب هند یک چهارچوب ملودیک برای بداهه نوازی و ساخت قطعات موسیقی می‌باشد. راگا در قالب یک گام (موسیقی) قرار دارد و نت‌های آن به‌طور کامل مشخص هستند، هر راگ یک دستور عمل ثابت و مشخص برای نوازندگی دارد که باید در هنگام نواختن آن راگ رعایت شود. از سوی دیگر موتیف‌هایی مشخصی در هر راگ وجود دارد که کاراکتر آن را به شنونده معرفی می‌کند. درجات یک راگ را می‌توان مانند یک گام موسیقایی در نظر گرفت اما باید در نظر داشته باشید که بعضی از راگ‌ها در حرکت بالا رونده و پایین رونده متفاوت هستند. در هنگام نواختن یک راگای مشخص در چهارچوب نت‌های آن راگا و تأکید بر درجاتی که در دستور نوازندگی آن تعیین شده‌است، همچنین حرکت از نتی به نت دیگر به گونه ای که کاراکتر راگای مورد نظر حفظ شود، نوازنده قادر خواهد بود به مود یا فضای آن راگا دست پیدا کند، به این تولید حس یا فضا در موسیقی هند رسا (به انگلیسی: Rasa) گفته می‌شود. در آخر باید گفت که به‌طور عمده چند صد راگ در موسیقی هند وحود دارد.
راگاها حداقل از پنج نت موسیقی و حد اکثر از هفت نت تشکیل می‌شوند. باید توجه داشت که راگاها گستره متفاوتی از لحاظ نوازندگی دارند دشتور العمل نوازندگی برخی از آنها مانند راگ یمن (به انگلیسی: Rag Yaman) راگ درباری (به انگلیسی:Rag Darbari) یا راگ مالکونس (به انگلیسی:Rag Malkauns) امکان حرکت‌های ملودیک و بداهه نوازی را چنان برای نوازنده ایجاد می‌کنند که نوازنده می‌تواند بیش از یک ساعت در قالب آنها نوازندگی کند اما در بعضی از راگاها مانند راگ بهار (به انگلیسی: Rag Bahar) یا راگ ساهانا (به انگلیسی: Rag Sahana) این امکان وجود ندارد و نوازنده تنها می‌تواند قطعات یا موتیفهای مشخصی در این راگ‌ها بنوازد، البته باید گفت که در موسیقی هند همیشه استثنا وجود دارد به بعضاً به چشم می‌خورد که اساتید خبره در هر راگ اجراهای با کییفیت و طولانی انجام می‌دهند.
شیوه‌ای که این نت‌ها گوشه‌های موسیقی را ساخته‌اند و حال‌وهوای آن را منتقل می‌کنند در شناسایی راگاها مهم هستند.
در موسیقی سنتی هندوستان، راگاها با زمان‌های مختلفِ روز یا فصل‌های مختلفِ سال مرتبط هستند. موسیقی‌های سنتی هندوستان همیشه در راگا تنظیم می‌شوند. موسیقی غیرسنتی هندوستان، مانند موسیقی استفاده‌شده در غالب فیلم‌های هندی نیز، گاهی با راگا ترکیب شده‌اند.

## دستور نوازندگی راگاها

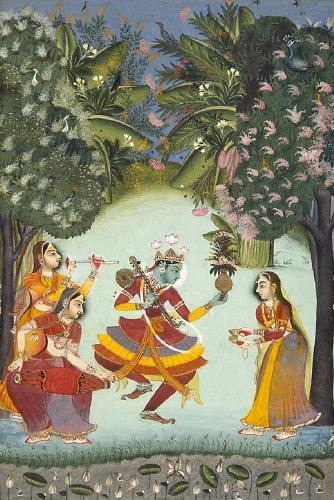
واسنت راگای بهار است. در این تصویر، کریشنا (خدای هندو)، در حال رقص با دوشیزگان دیده می‌شود.

دستور نوازندگی در هر راگا متفاوت مشخص می‌باشند. هر راگ دارای حرکت بالا رونده (آروها) و پایین رونده (آوروها) مشخص است.

## واژه‌شناسی
در زبان سانسکریت واژهٔ راگا به‌معنای رنگ‌آمیزی یا رنگرزی است که استعاره از خلق‌وخو و احساساتی چون شور، عشق، محبت، همدردی و لذت دارد.

## زمان‌های اجرای راگا
در مناطق شمالی هندوستان، اجرای بسیاری از راگاها را در ساعات مشخصی از روز یا فصلی خاصی توصیه می‌کنند تا بیشترین تأثیر را داشته‌باشند. به‌عنوان مثال، گروهی از راگاها به نام «مالهار»، که به دعای باران شهرت دارند، در فصل‌های بارندگی اجرا می‌شوند. با این وجود، ازآنجاکه که کنسرت‌های امروزی و مدرن معمولاً در بعدازظهرها اجرا می‌شوند، این موارد دیگر به‌طور جدی رعایت نمی‌شوند.
در قرن اخیر، این تمایل در نوازندگان شمال هندوستان به‌وجود آمده که خود را با راگاهای مناطق جنوبی هندوستان، که اجرای آنها مربوط به زمان مشخصی نیست، وفق دهند.

این عوامل مختلف، موجب منعطف‌شدن زمان اجرای راگاها شده‌است.